# Yaşar Büyükanıt
Mehmet Yaşar Büyükanıt est un général turc né le 1er septembre 1940 à Istanbul et mort le 21 novembre 2019 dans la même ville, chef d'état-major des forces armées turques du 28 août 2006 au 28 août 2008.
Il a succédé au général Hilmi Özkök et a été remplacé par İlker Başbuğ. Büyükanıt est le 25e chef d'état-major des armées turques.
En décembre 2006, il rappelle le gouvernement de Recep Tayyip Erdoğan à l'ordre sur la question chypriote, s'étonnant de la position d'ouverture du gouvernement et que l'armée n'ait pas été consultée.
Le 12 avril 2007, Büyükanıt tient une conférence de presse et demande au gouvernement d'autoriser une intervention militaire turque en Irak pour lutter contre le Parti des travailleurs du Kurdistan (PKK). Pour sa part, le premier ministre Erdoğan a demandé, par la voie diplomatique, des mesures au gouvernement irakien, menaçant lui aussi d'une intervention au nom de la lutte anti-terroriste. Lors de cette conférence et en pleine campagne électorale présidentielle turque, Büyükanıt a appelé les candidats présidentiels à être fidèle aux principes laïcs de l'État turc. Ce rappel a été interprété comme dirigé vers le Premier ministre Erdoğan, qui pourrait briguer le poste de président et succéder ainsi à Abdullah Gül.

## Biographie
Le général Yaşar Büyükanıt est né le 1er septembre 1940 à Istanbul. Il entre au lycée militaire d'Erzincan en 1959. Il obtient son diplôme de l'académie militaire turque en 1961 en tant qu'officier d'infanterie. Après avoir obtenu son diplôme de l'école d'infanterie en 1963, il sert dans différentes unités de l'armée turque en tant que commandant de peloton et de compagnie du commando jusqu'en 1970.
Après avoir obtenu son diplôme du Collège d'état-major de l'armée en 1972, il devient chef des opérations à la 6e division d'infanterie, instructeur au collège d'état-major de l'armée, chef de la division du renseignement, section des forces et des systèmes du renseignement de base au Grand Quartier général des puissances alliées en Europe à Mons, en Belgique. 
Après avoir obtenu son diplôme du Collège de défense de l'OTAN, il est promu au grade de brigadier général en 1988. Il est [Quand ?] commandant de la 2e brigade blindée puis chef du département du renseignement au quartier général Afsouth à Naples, en Italie.
Promu au grade de général de division en 1992, il est secrétaire général de l'état-major turc puis surintendant de l'Académie de l'armée turque. Il est promu au rang de lieutenant général en 1996 et est commandant du 7e corps d'armée jusqu'en 1998, après quoi il devient chef des opérations du TGS.
En 2000, il est promu au rang de général et exerce les fonctions de chef adjoint du TGS jusqu'en 2003. Il a ensuite été commandant de la Première armée. Le général Büyükanıt a été nommé commandant de l'armée turque en 2004. Il a assumé le commandement des forces armées turques le 28 août 2006.
Le général Yaşar Büyükanıt était marié à Filiz Büyükanıt, avec qui il avait une fille, Bengü.

### L'affaire de la librairieUmut(2005)
Le 9 novembre 2005, une grenade explose dans la librairie Umut, située au centre de la petite ville de Shemdinli. L'attentat fait un mort et une dizaine de blessés. Quelques minutes après l'attentat, la foule rattrape trois hommes qui tentent de fuir en voiture. La police locale, accourue pour les sauver d'un lynchage, découvre alors dans leur voiture, qui arbore des plaques d'immatriculation officielles, des armes, des explosifs, une carte localisant la librairie, une liste d'opposants et leurs papiers d'identité. Au cours de l'enquête, le procureur chargé de l'affaire, Ferhat Sarikaya, établit que, parmi les trois hommes arrêtés par la foule, l'un est un sous-officier de la gendarmerie et un autre est un repenti du PKK devenu membre d'une unité de contre-guérilla. Il apparaît qu'ils appartiennent tous les trois au JİTEM, un service spécial de la gendarmerie,.
L'affaire suscite l'indignation générale dans toutes les régions kurdes. Une manifestation à Yüksekova, à quelques kilomètres de Semdinli, tourne au drame : quatre personnes tombent sous les balles de la police. Leurs funérailles, qui se déroulent sous haute surveillance militaire, rassemblent plus de 40 000 participants. Une délégation d'enquête parlementaire est dépêchée sur les lieux.
Le gouvernement du premier ministre Recep Tayyip Erdoğan promet de faire toute la lumière sur l'affaire. C'est alors qu'intervient Yasar Büyükanit, qui déclare à la presse qu'il connaît deux des trois accusés et qu'ils sont des « bons garçons ». Le nom du général va ensuite apparaître dans l'acte d'accusation, qui mentionne qu'il aurait créé dans le sud-est du pays une « organisation clandestine criminelle » chargée des « coups tordus ». La presse kémaliste, à l'époque hostile à l'AKP au pouvoir, accuse le gouvernement d'avoir poussé le procureur chargé du dossier à incriminer le général. L'armée réagit de manière officielle, en refusant la comparution du général devant un tribunal civil et accusant le procureur d'avoir outrepassé ses compétences. Le gouvernement fait alors marche arrière. Le procureur Ferhat Sarikaya est démis de ses fonctions. Le procès s'ouvre en mai 2006, avec un nouveau procureur. Le juge ne lit qu'un dixième de l'acte d'accusation, omettant toutes les pages où des noms de militaires sont cités. Les deux principaux accusés sont d'abord condamnés à trente-neuf ans de prison, mais ils sont blanchis quelques mois plus tard par un tribunal militaire.